# Колядко Віктор Андрійович
Віктор Андрійович Колядко (рос. Виктор Андреевич Колядко; нар. 28 квітня 1957, Ростов-на-Дону, РРФСР) — радянський футболіст та російський футбольний тренер, виступав на позиції нападника. Майстер спорту СРСР.

## Життєпис
Виступав за «Терек», СКА (Одеса), дніпропетровський «Дніпро», «Металург» з міста Запоріжжя. У Вищій лізі СРСР виступав за московські ЦСКА й «Спартак».
У 2-й половині 1990 року поїхав грати в чехословацьку «Жиліну», де за 2 роки забив 5 м'ячів у першості 2-ї ліги..
У 1992 повернувся в Москву, грав у міні-футбольних командах.
З 1996 року працює тренером.

## Досягнення
- Вища ліга чемпіонату СРСР
  -  Чемпіон (1): 1987